# The Simpsons: Night of the Living Treehouse of Horror
The Simpsons: Night of the Living Treehouse of Horror est un jeu vidéo sorti sur Game Boy Color en mars 2001. Développé par Software Creations, édité par Fox Interactive et THQ, ce jeu est basé sur la série Les Simpson.
Le jeu recrée les contes des Simpson Horror Show (série d'épisodes des Simpson). Chaque membre de la famille Simpson a son propre niveau. Marge dans un conte de zombies, Maggie comme une mouche, Lisa se battant avec des enseignants cannibales, Bart dans une maison hantée et Homer comme un tueur de vampires, un robot et le Roi Homer.

## Niveaux
Il y a sept niveaux dans ce jeu vidéo : 
- Bad Dream House (basé sur l'épisode du même nom du Simpson Horror Show I)
- Flying Tonight (basé sur "Fly vs Fly" du Simpson Horror Show II)
- Plan 9 From Outer Springfield (basé sur "Dial 'Z'" du Simpson Horror Show III)
- Vlad All Over (basé sur "Bart Simpson's Dracula" du Simpson Horror Show IV)
- If I Only Had a Body (basé sur "If I Only Had a Brain" du Simpson Horror Show II)
- Nightmare Cafeteria (basé sur l'épisode du même nom du Simpson Horror Show V)
- King Homer (basé sur l'épisode du même nom du Simpson Horror Show III)